# Lumbres
Lumbres är en kommun i departementet Pas-de-Calais i regionen Hauts-de-France i norra Frankrike. Kommunen ligger i kantonen Lumbres som tillhör arrondissementet Saint-Omer. År 2022 hade Lumbres 3 577 invånare.

## Befolkningsutveckling
Antalet invånare i kommunen Lumbres
| Referens: INSEE |